# Paul Sabatier
Paul Sabatier (Carcassonne, 5 november 1854 – Toulouse, 14 augustus 1941) was een Frans chemicus die ontdekte dat de hydrogenering van koolwaterstoffen wordt gekatalyseerd door de toevoeging van een kleine hoeveelheid nikkel (1897). Deze ontdekking zou onder meer op grote schaal worden toegepast bij de harding van plantaardige oliën, die op deze wijze een belangrijke grondstof werden voor margarine (zie ook Wilhelm Normann). Hij ontving in 1912 de helft van de Nobelprijs voor Scheikunde.

## Biografie
Sabatier werd geboren in de Zuid-Franse vestingstad Carcassonne. Toen zijn oom, die docent was aan de school die Sabatier bezocht, werd overgeplaatst naar het Toulouse Lyceum ging Paul met hem mee. In Toulouse benutte hij zijn vrije tijd om openbare lessen te volgen in natuur- en scheikunde. In 1874 ging hij studeren aan de École Normale Supérieure in Parijs die hij drie jaar later afsloot als beste van zijn klas. Hij doceerde voor een jaar natuurkunde aan een lokale school in Nîmes voordat hij in 1878 naar het Collège de France ging als assistent van Marcellin Berthelot. In 1880 verkreeg hij er zijn doctoraat.
Tot januari 1882 was hij als docent natuurkunde werkzaam aan de Universiteit van Bordeaux toen hij een vergelijkbare positie accepteerde bij de Universiteit van Toulouse. In 1883 werd hij er docent scheikunde en een jaar daarna werd hij benoemd tot hoogleraar in de fysische en anorganische chemie. Deze positie behield hij tot aan zijn pensionering in 1930, hoewel hij hierna met speciale toestemming bleef doceren tot 1939.

## Werk
Sabatiers vroegste onderzoekswerk betrof de thermochemie van zwavel en metaalsulfaten, het onderwerp van zijn proefschrift waarop hij promoveerde. In Toulouse ging hij verder met zijn natuur- en scheikundig onderzoek naar sulfiden, chloriden, chromaten en koperverbindingen. Ook voerde hij studies uit naar de oxiden van stikstof en nitrosodisulfonzuur en diens zouten en voerde fundamenteel onderzoek uit naar verdelingscoëfficiënten en absorptiespectra.
In 1897 ontdekte Sabatier, voortbouwend op het recente biochemisch werk van de Amerikaanse scheikundige James Boyce, dat door de introductie van een minimale hoeveelheid nikkel de hydrogenering van koolwaterstoffen wordt gekatalyseerd. Een groot deel van zijn onderzoekingen verrichtte hij samen met zijn leerling Jean-Baptiste Senderens (1856-1936).
Voor dit werk ontving hij in 1912 de Nobelprijs voor Scheikunde ‘voor zijn methode om organische verbindingen te hydrogeneren in aanwezigheid van fijn verdeelde metalen, waardoor de vooruitgang van de organische chemie de laatste jaren in hoge mate is bevorderd’. Daarnaast werd hij onderscheiden met de Prix Jecker (1905, samen met Senderens), de Davy-medaille (1915) en de Benjamin Franklin Medal (1933). Hij ontving ere-doctoraten van de Universiteit van Pennsylvania in 1926, Leuven en Saragossa.
Zijn belangrijkste boek, La Catalyse en Chimie Organique (katalyse in organische scheikunde) werd in 1913 gepubliceerd, met een tweede editie in 1920.
Ook is hij de ontdekker van het naar hem vernoemde Sabatierreactie: de reactie van waterstof met kooldioxide bij verhoogde temperatuur en druk in de aanwezigheid van een nikkelkatalysator tot de vorming van methaan en water.
{\displaystyle {\ce {CO2 + 4 H2 -> CH4 + 2 H2O}}}